# Henkelzerlegung
In der Differentialtopologie, einem Teilgebiet der Mathematik, ist die Henkelzerlegung die Grundlage für die Klassifikation und Beschreibung von Mannigfaltigkeiten.

## Definition: Ankleben eines Henkels

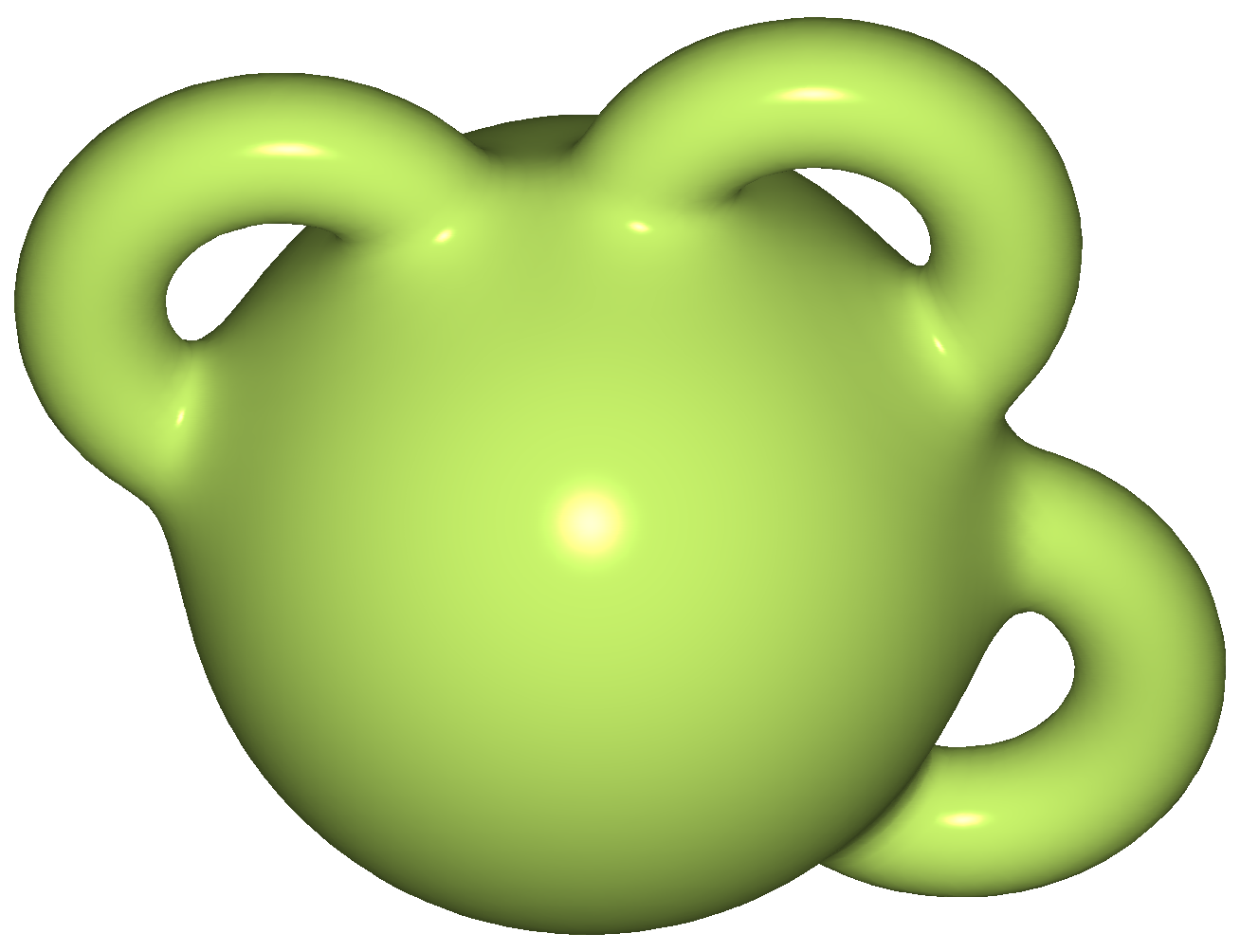
Diese 3-dimensionale Mannigfaltigkeit entsteht durch Ankleben dreier 1-Henkel an einen 0-Henkel.

Notation: {\displaystyle B^{n}} bezeichne die {\displaystyle n}-dimensionale Vollkugel, {\displaystyle S^{n-1}=\partial B^{n}} die {\displaystyle (n-1)}-dimensionale Sphäre.
Im Folgenden bezeichnen wir als {\displaystyle k}-Henkel einer {\displaystyle m}-dimensionalen Mannigfaltigkeit das Produkt
{\displaystyle H_{k}=B^{k}\times B^{m-k}}
mit der durch die Produktstruktur gegebenen Zerlegung
{\displaystyle \partial H_{k}=S^{k-1}\times B^{m-k}\cup B^{k}\times S^{m-k-1}}.
{\displaystyle B^{k}\times \left\{0\right\}} wird als Kern und {\displaystyle \left\{0\right\}\times B^{m-k}} als Kokern des Henkels bezeichnet.
Nun sei {\displaystyle M} eine {\displaystyle m}-dimensionale differenzierbare Mannigfaltigkeit mit Rand. Das Ergebnis des Anklebens eines {\displaystyle k}-Henkels ist die Mannigfaltigkeit
{\displaystyle M\cup _{f}H_{k}=\left(M\sqcup (B^{k}\times B^{m-k})\right)/\sim }
mit der Äquivalenzrelation {\displaystyle \sim } erzeugt durch {\displaystyle (p,x)\sim f(p,x)} für alle {\displaystyle (p,x)\in S^{k-1}\times B^{m-k}\subset B^{k}\times B^{m-k}},
für eine Einbettung {\displaystyle f\colon S^{k-1}\times B^{m-k}\to \partial M}. Durch kanonisches Glätten der Ecken erhält man eine differenzierbare Mannigfaltigkeit. (Insbesondere ist das Ankleben eines {\displaystyle 0}-Henkels die disjunkte Vereinigung mit einem {\displaystyle m}-Ball {\displaystyle B^{m}}).
Die so erhaltene Mannigfaltigkeit ist eindeutig bestimmt durch die Einbettung {\displaystyle f\colon S^{k-1}\times B^{m-k}\to \partial M} oder äquivalent durch eine gerahmte Einbettung {\displaystyle S^{k-1}\to \partial M}.
Die Sphäre {\displaystyle S^{k-1}\times \left\{0\right\}} heißt die Anklebesphäre und die Sphäre {\displaystyle \left\{0\right\}\times S^{m-k-1}} heißt die Gürtelsphäre.

## Henkelzerlegung
Jede kompakte differenzierbare Mannigfaltigkeit besitzt eine Henkelzerlegung.
Der Beweis dieses Satzes benutzt Morse-Theorie. Zu jeder differenzierteren Mannigfaltigkeit {\displaystyle M} gibt es eine Morse-Funktion {\displaystyle f\colon M\to \mathbb {R} }, deren kritische Punkte unterschiedlichen Funktionswerten entsprechen (und nicht auf dem Rand liegen). Der Satz folgt dann mittels vollständiger Induktion aus folgender lokalen Beschreibung der Umgebung eines kritischen Punktes.
Es sei {\displaystyle f\colon M\to \mathbb {R} } eine {\displaystyle C^{\infty }}-Funktion mit genau einem kritischen Punkt in {\displaystyle f^{-1}(0)} und keinen weiteren kritischen Punkten in {\displaystyle f^{-1}(\left[-\epsilon ,\epsilon \right])} (für ein geeignetes {\displaystyle \epsilon >0}). Dann entsteht {\displaystyle f^{-1}(\left[-\infty ,\epsilon \right])} aus {\displaystyle f^{-1}(\left[-\infty ,-\epsilon \right])} durch Ankleben eines {\displaystyle k}-Henkels, wobei {\displaystyle k} der Index des kritischen Punktes in {\displaystyle f^{-1}(0)} ist.
Dieser Satz geht auf Stephen Smale zurück, der 1961 einen Beweis skizzierte und die Henkel-Zerlegung dann zum Beweis der Poincaré-Vermutung in Dimensionen {\displaystyle \geq 5} benutzte. John Milnor bewies in seinem Buch „Morse Theory“ eine schwächere Version, die besagt, dass {\displaystyle f^{-1}(\left[-\infty ,\epsilon \right])} homotopieäquivalent zu dem aus {\displaystyle f^{-1}(\left[-\infty ,-\epsilon \right])} durch Ankleben einer k-Zelle entstehenden Raum ist. Ein vollständiger Beweis wurde 1963 von Palais gegeben. Vereinfachte Fassungen finden sich bei Fukui und Madsen-Tornehave.

## Niedrigdimensionale Beispiele
- Klassifikation der Flächen: Jede geschlossene, orientierbare Fläche besitzt eine Henkelzerlegung aus einem 0-Henkel, {\displaystyle 2g} 1-Henkeln und einem 2-Henkel. Die Zahl {\displaystyle g} ist das Geschlecht der Fläche.
- Heegaard-Zerlegung von 3-Mannigfaltigkeiten: Ein (3-dimensionaler) Henkelkörper vom Geschlecht {\displaystyle g} entsteht durch Ankleben von {\displaystyle g} 1-Henkeln an einen 0-Henkel. Als Heegaard-Zerlegung bezeichnet man die Zerlegung einer 3-Mannigfaltigkeit in zwei Henkelkörper. Jede geschlossene, orientierbare 3-Mannigfaltigkeit besitzt eine Heegaard-Zerlegung, das minimal mögliche {\displaystyle g} wird als Heegaard-Geschlecht bezeichnet. Eine Heegaard-Zerlegung bestimmt eine Henkelzerlegung der 3-Mannigfaltigkeit in einen 0-Henkel, {\displaystyle g} 1-Henkel, {\displaystyle g} 2-Henkel und einen 3-Henkel.
- Kirby-Kalkül: Henkelzerlegungen 4-dimensionaler Mannigfaltigkeiten werden durch Kirby-Diagramme beschrieben.

## Relative Henkelzerlegung
Es sei {\displaystyle M} eine kompakte, differenzierbare Mannigfaltigkeit mit einer Zerlegung des Randes {\displaystyle \partial M} in (möglicherweise leere) Teilmengen
{\displaystyle \partial M=\partial _{+}M\sqcup \partial _{-}M}.
Eine Henkelzerlegung von {\displaystyle M} relativ zu {\displaystyle \partial _{-}M} ist eine Darstellung von {\displaystyle M} als durch sukzessives Ankleben von Henkeln an {\displaystyle \partial _{-}M\times \left[0,1\right]} konstruierte Mannigfaltigkeit. Mittels Morse-Theorie kann man zeigen, dass es zu jedem solchen Paar {\displaystyle (M,\partial _{-}M)} eine Henkelzerlegung von {\displaystyle M} relativ zu {\displaystyle \partial _{-}M} gibt.

## Cerf-Theorie
Zwei Henkelzerlegungen derselben Mannigfaltigkeit lassen sich durch Henkelgleiten (engl.: handle slide) und Hinzufūgen oder Weglassen zweier komplementärer Henkel (engl.: cancellation) ineinander überführen.

### Henkelgleiten
Die Mannigfaltigkeit {\displaystyle M^{\prime }} entstehe aus {\displaystyle M} durch Ankleben eines {\displaystyle k}-Henkels mittels der Anklebe-Abbildung {\displaystyle \phi \colon S^{k-1}\times B^{m-k}\to \partial M}. Es sei {\displaystyle h\colon M\times \left[0,1\right]\to M} eine Isotopie mit {\displaystyle h_{0}=id} und {\displaystyle h:=h_{1}}. Dann ist die durch Ankleben eines {\displaystyle k}-Henkels an {\displaystyle M} mittels der Verklebeabbildung {\displaystyle h\circ \phi } konstruierte Mannigfaltigkeit {\displaystyle M^{\prime \prime }} diffeomorph zu {\displaystyle M^{\prime }}.
Insbesondere kann man einen {\displaystyle k}-Henkel stets so ankleben, dass seine Anklebesphäre disjunkt von den Gürtelsphären aller {\displaystyle l}-Henkel mit {\displaystyle l\geq k} ist. Als Folgerung daraus kann man für jede kompakte, differenzierbare Mannigfaltigkeit eine Henkelzerlegung so konstruieren, dass Henkel in aufsteigender Folge ihrer Indizes an eine Menge von {\displaystyle 0}-Henkeln angeklebt werden, d. h. für {\displaystyle l\geq k} werden die {\displaystyle l}-Henkel nach den {\displaystyle k}-Henkeln angeklebt.

### Komplementäre Henkel
Ein {\displaystyle k}-Henkel und ein {\displaystyle (k+1)}-Henkel heißen komplementär, wenn die Anklebesphäre des {\displaystyle (k+1)}-Henkels die Gürtelsphäre des {\displaystyle k}-Henkels in genau einem Punkt transversal schneidet.
Wenn eine Mannigfaltigkeit {\displaystyle M^{\prime }} aus einer Mannigfaltigkeit {\displaystyle M} durch Ankleben eines {\displaystyle k}-Henkels und anschließendes Ankleben eines zu diesem komplementären {\displaystyle (k+1)}-Henkels entsteht, dann ist {\displaystyle M^{\prime }} diffeomorph zu {\displaystyle M}. Als Folgerung daraus kann man eine Henkel-Zerlegung stets so wählen, dass es genau einen 0-Henkel gibt und weiterhin, falls {\displaystyle \partial M=\emptyset } bzw. {\displaystyle \partial M\not =\emptyset } so dass es genau einen bzw. keinen {\displaystyle m}-Henkel mit {\displaystyle m=\dim(M)} gibt.

### Satz von Cerf
Zwei (relative) Henkelzerlegungen eines Paares {\displaystyle (M,\partial _{-}M)} (mit in aufsteigender Reihenfolge der Indizes angeklebten Henkeln) lassen sich durch eine Folge von Henkel-Gleiten, Hinzufügen/Entfernen eines komplementären Henkelpaares und Isotopien ineinander überführen.

## Chirurgien (Sphärische Modifikationen) und Zusammenhang zur Kobordismustheorie

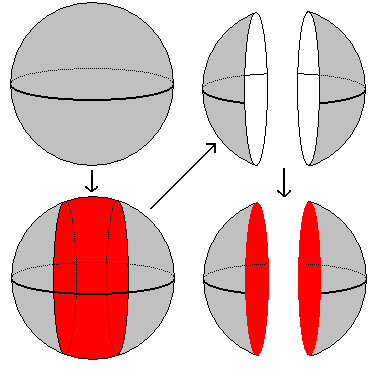
2-Chirurgie der 2-Sphäre

Wenn eine Mannigfaltigkeit {\displaystyle M^{\prime }} aus {\displaystyle M} durch Ankleben eines {\displaystyle k}-Henkels entsteht, dann entsteht die (m-1)-Mannigfaltigkeit {\displaystyle \partial M^{\prime }} aus {\displaystyle \partial M} durch eine {\displaystyle (k-1)}-Chirurgie, d. h. durch Ausschneiden der eingebetteten {\displaystyle S^{k-1}\times D^{m-k}} und anschließendes Einkleben von {\displaystyle D^{k}\times S^{p-k-1}} mittels der kanonischen Identifikation
{\displaystyle \partial (D^{k}\times S^{m-k-1})=S^{k-1}\times S^{m-k-1}=\partial (S^{k-1}\times D^{m-k})}.
(Diese Chirurgien werden in der Literatur auch als sphärische Modifikationen bezeichnet.)
Sei {\displaystyle W} ein Kobordismus zwischen geschlossenen Mannigfaltigkeiten {\displaystyle M_{0}} und {\displaystyle M_{1}}, also eine kompakte Mannigfaltigkeit {\displaystyle W} mit  {\displaystyle \partial W=M_{0}\sqcup M_{1}}. Dann erhält man mit dem Satz von Smale eine Henkelzerlegung von {\displaystyle W} relativ zu {\displaystyle M_{0}} und mithin eine Konstruktion von {\displaystyle M_{1}} aus {\displaystyle M_{0}} durch eine Abfolge von Chirurgien (sphärischen Modifikationen).